# Iván Calderón
Iván Calderón (ur. 7 stycznia 1975 w Guaynabo) – portorykański bokser, były zawodowy mistrz świata organizacji WBO w kategorii junior muszej (do 108 funtów), były mistrz świata tej samej organizacji w kategorii słomkowej (do 105 funtów).

## Kariera amatorska
W 1999 zdobył brązowy medal igrzysk panamerykańskich.
Reprezentował Portoryko na Olimpiadzie w Sydney. Już w swoim pierwszym pojedynku w turnieju doznał porażki i odpadł z dalszej rywalizacji.

## Kariera zawodowa

### Kategoria słomkowa
Na zawodowstwo przeszedł w lutym 2001. 3 maja 2003 został mistrzem świata WBO w kategorii słomkowej, pokonując Eduardo Ray Marqueza. Bokser z Nikaragui w dziewiątej rundzie doznał rozcięcia łuku brwiowego i nie mógł kontynuować dalszej walki.
W 2003 dwukrotnie obronił swój pas mistrzowski – we wrześniu pokonał na punkty Lorenzo Trejo, a w grudniu, także na punkty – byłego mistrza świata WBO w tej samej kategorii, Alexa Sancheza.
W następnym roku walczył trzykrotnie. Wszystkie pojedynki zakończył zwycięstwem. W marcu znokautował w jedenastej rundzie byłego mistrza świata IBF, Edgara Cardenasa (nie była to walka mistrzowska, ponieważ Meksykanin przekroczył limit wagowy). Cztery miesiące później pokonał na punkty kolejnego byłego mistrza IBF, Roberto Carlosa Leyvę. Pod koniec listopada wygrał z Carlosem Fajardo.
Rok 2005 to kolejne trzy udane obrony – z Noelem Tunacao (TKO w 8 rundzie), Gerardo Verde (na punkty) i z byłym mistrzem IBF, Danielem Reyesem.
Rok 2006 rozpoczął od zwycięstwa na punkty z byłym mistrzem świata WBC, Isaacem Bustosem, a następnie pokonał Miguela Telleza i Jose Luisa Varelę. W kwietniu 2007 zwyciężył niejednogłośnie na punkty Ronalda Barrerę.

### Kategoria junior musza
Po tej walce zdecydował się zmienić kategorię wagową na wyższą – już w pierwszej walce po tej decyzji zmierzył się z mistrzem świata WBO w kategorii junior muszej, Hugo Cazaresem. Calderón wygrał niejednogłośną decyzją na punkty. W pierwszej obronie swojego pasa mistrzowskiego pokonał na punkty Juana Esquera.
5 kwietnia 2008 pokonał zdecydowanie na punkty Nelsona Dieppę, który w latach 2001-05 był mistrzem świata WBO w tej kategorii. 30 sierpnia tego samego roku po raz drugi pokonał Hugo Cazaresa. Walka została przerwana w siódmej rundzie z powodu dużego rozcięcia skóry na czole Calderóna, doznanego po przypadkowym zderzeniu głowami. Do czasu przerwania walki Calderón prowadził na kartach sędziowskich i w konsekwencji wygrał całą walkę.
Kolejna walka również zakończyła się techniczną decyzją: 13 czerwca 2009 roku w walce z Rodelem Mayolem Calderón doznał dużego rozcięcia skóry na czole po przypadkowym zderzeniu głowami w czwartej rundzie. W rundzie piątej dwa kolejne przypadkowe zderzenia powiększyły ranę, a w rundzie szóstej walka została przerwana za radą lekarza ringowego. Do chwili przerwania pojedynku sędziowie punktowali 58-56 dla Calderóna, 58-56 dla Mayola i 57-57. Walka zakończyła się więc remisem, a Portorykańczyk zachował pas mistrzowski. Trzy miesiące później doszło do rewanżu pomiędzy tymi pięściarzami. Także tym razem walka została przerwana po przypadkowym zderzeniu głowami i zakończyła się techniczną decyzją sędziów, którzy przyznali zwycięstwo Calderónowi: dwóch sędziów punktowało na korzyść Calderóna w stosunku 68-65, trzeci sędzia punktował w takim samym stosunku na korzyść Mayola.
12 czerwca 2010 pokonał jednogłośnie na punkty Jesusa Iribe, mimo że w drugiej rundzie leżał na deskach. Sędziowie punktowali w stosunku 118–109, 118–109 i 116–11.